# پردیکاس سوم

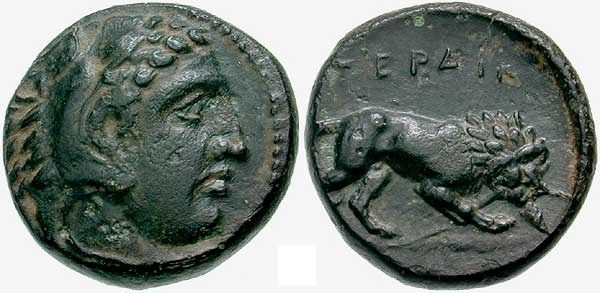
سکهٔ استاتر پردیکاس سوم با هیبت هرکول و پوشش پوست شیر؛ در پشت سکه در راست شیری در حالی که زوبین شکسته‌ای را به دهان گرفته نمایش داده شده و در بالای آن واژهٔ ΠΕΡΔΙΚ-ΚΑ نقش شده‌است.

پردیکاس سوم (به یونانی: Περδίκκας Γ) پادشاه مقدونیهٔ باستان از ۳۶۵ تا ۳۶۰ پیش از میلاد بود. او جانشین برادرش اسکندر دوم مقدونی شده‌بود. پردیکاس پسر آمونتاس سوم از بطن ائورودیکه یکم بود.
هنگامی که بطلمیوس آلاروسی اسکندر دوم را کشت، پردیکاس هنوز خردسال بود. بطلمیوس سپس با عنوان نایب‌السلطنهٔ پردیکاس زمام امور را به دست گرفت. به نظر می‌رسد در آینده پردیکاس با کشتن بطلمیوس خودش مستقلاً پادشاهی را به دست گرفته باشد.
از دورهٔ پادشاهی پردیکاس اطلاعات چندانی موجود نیست. او در ۳۶۰ پیش از میلاد آهنگ فتح شمال مقدونیه را که در دست باردولیس ایلیریایی بود نمود، ولی طی اتفاقی فاجعه‌بار به قتل رسید.
پس از پردیکاس پسر نوزاد آمونتاس چهارم به پادشاهی رسید، ولی به زودی برادر کوچک پردیکاس -فیلیپ مقدونی- تاج و تخت را غصب نمود.